# کلسیم آزید
کلسیم آزید یک ترکیب شیمیایی با فرمول CaN6 است. 

## تولید
این ماده را می توان از واکنش مقطر بین هیدرازوئیک اسید و کلسیم هیدروکسید به‌دست آورد.

## ایمنی
کلسیم آزید به ضربه حساس است و در صورت اصابت آن ممکن است منفجر شود و شعله‌ور گردد.